# スティーブンス郡 (ワシントン州)
スティーブンス郡（英: Stevens County）は、アメリカ合衆国ワシントン州の北東部に位置する郡である。2010年国勢調査での人口は43,531人である。郡庁所在地はコルビル（人口4,673人）であり、郡内では人口最大の都市である。郡名はワシントン準州初代知事アイザック・スティーブンスに因んで名付けられた。
スティーブンス郡は1863年1月20日に設立された。

## 地理
アメリカ合衆国国勢調査局に拠れば、郡域全面積は2,541平方マイル (6,580 km2)であり、このうち陸地は2,478平方マイル (6,419 km2)、水域は62平方マイル (161 km2)で水域率は2.45%である。

### 特徴的な地形
- コロンビア川

### 隣接する郡
- ポンダレイ郡 - 東
- スポケーン郡 - 南東
- リンカーン郡 - 南西
- フェリー郡 - 西

また北はカナダのブリティッシュコロンビア州クートニー・バウンダリー地域とも境を接している。

### 国立保護地域
- コルビル国立の森（部分）
- カニクス国立の森（部分）
- ルーズベルト湖国立レクリエーション地区（部分）
- リトル・ポンダレイ国立野生生物保護区（部分）

## 人口動態
以下は2000年の国勢調査による人口統計データである。
| 基礎データ - 人口: 40,066人 - 世帯数: 15,017 世帯 - 家族数: 11,022 家族 - 人口密度: 6人/km2（16人/mi2） - 住居数: 17,599 軒 - 住居密度: 3軒/km2（7/mi2） 人種別人口構成 - 白人: 90.05% - アフリカン・アメリカン: 0.28% - ネイティブ・アメリカン: 5.66% - アジア人: 0.48% - 太平洋諸島系: 0.16% - その他の人種: 0.68% - 混血: 2.70% - ヒスパニック・ラテン系: 1.84% 先祖による構成 - ドイツ系：20.6% - アメリカ人：18.9% - イギリス系：10.0% - アイルランド系：7.9% - ノルウェー人：5.0% 年齢別人口構成 - 18歳未満: 28.7% - 18-24歳: 6.4% - 25-44歳: 24.9% - 45-64歳: 27.1% - 65歳以上: 12.9% - 年齢の中央値: 39歳 - 性比（女性100人あたり男性の人口） - 総人口: 99.1 - 18歳以上: 96.6 | 世帯と家族（対世帯数） - 18歳未満の子供がいる: 34.4% - 結婚・同居している夫婦: 60.4% - 未婚・離婚・死別女性が世帯主: 8.7% - 非家族世帯: 26.6% - 単身世帯: 22.0% - 65歳以上の老人1人暮らし: 8.8% - 平均構成人数 - 世帯: 2.64人 - 家族: 3.08人 収入と家計 - 収入の中央値 - 世帯: 34,673米ドル - 家族: 40,250米ドル - 性別 - 男性: 35,256米ドル - 女性: 23,679米ドル - 人口1人あたり収入: 15,895米ドル - 貧困線以下 - 対人口: 15.9% - 対家族数: 11.5% - 18歳未満: 19.8% - 65歳以上: 11.9% |

## 統計上処理される自治体
- アディ
- チェウェラ
- クレイトン
- コルビル - 郡庁所在地
- ケトルフォールズ

- ルーンレイク
- マーカス
- ノースポート
- スプリングデール

## その他の町
- アーデン
- ブルークリーク
- セドニア
- ディアレイク
- エコー
- エバンス

- フォード
- フルートランド
- ギフォード
- ハンターズ
- レイクサイド

- オニオンクリーク
- ライス
- サンクレスト
- タムタム
- バレー
- ウェルピニット